# Bütlingen
Bütlingen ist ein Ortsteil der niedersächsischen Gemeinde Tespe in der Samtgemeinde Elbmarsch.

## Geschichte
Bütlingen gehörte bis zur Gebietsreform in Niedersachsen 1972 zum Landkreis Lüneburg.

## Geografie
Bütlingen liegt südlich vom Kernort Tespe entfernt an der K76. Die Elbe fließt nördlich in circa drei Kilometern Entfernung.

## Wirtschaft und Infrastruktur
Eine wichtige Organisation im Ortsteil Bütlingen ist die Freiwillige Feuerwehr. Von den 873 Einwohnern des Dorfes sind allein 55 aktive und 150 fördernde Mitglieder der Feuerwehr. Der Ort ist zudem geprägt durch landwirtschaftliche Betriebe. Im Süden des Ortes existiert ein mittelständischer Speditionsbetrieb.

## Persönlichkeiten
- Ernst Reinstorf (1868–1960), Lehrer, Heimatforscher und Schriftsteller